# Batavia (Illinois)
Batavia es una ciudad ubicada en el condado de Kane en el estado estadounidense de Illinois. En el Censo de 2010 tenía una población de 26045 habitantes y una densidad poblacional de 1.036,28 personas por km².

## Fermilab
Fermilab es un laboratorio de física de alta energía patrocinado por el gobierno federal. Fermilab es llamado así en honor al físico Enrico Fermi, pionero en la física de partículas.

## Geografía
Batavia se encuentra ubicada en las coordenadas 41°50′54″N 88°18′31″O / 41.84833, -88.30861. Según la Oficina del Censo de los Estados Unidos, Batavia tiene una superficie total de 25.13 km², de la cual 24.96 km² corresponden a tierra firme y (0.69%) 0.17 km² es agua.

## Demografía
Según el censo de 2010, había 26045 personas residiendo en Batavia. La densidad de población era de 1.036,28 hab./km². De los 26045 habitantes, Batavia estaba compuesto por el 91.89% blancos, el 2.44% eran afroamericanos, el 0.23% eran amerindios, el 1.82% eran asiáticos, el 0.02% eran isleños del Pacífico, el 2.03% eran de otras razas y el 1.57% pertenecían a dos o más razas. Del total de la población el 6.82% eran hispanos o latinos de cualquier raza.